# Kościół św. Wawrzyńca w Dobrzejewicach
Kościół świętego Wawrzyńca w Dobrzejewicach – rzymskokatolicki kościół parafialny należący do parafii pod tym samym wezwaniem (dekanat lubicki diecezji włocławskiej).
Budowla powstała w stylu neogotyckim w latach 1892 – 1893 i konsekrowana została w 1901 roku. Wieża świątyni została zniszczona podczas I wojny światowej. Zachowały się jednak wyjątkowe zdjęcia kościoła z zachowaną wieżą.
Jednonawowy obiekt został wzniesiony z cegły, zwieńczony jest dachem o drewnianej konstrukcji pokrytej blachą. Kościół był remontowany w latach 1965 – 1966 oraz 1988 – 1989. Wnętrze nakryte jest stropem drewnianym gładkim w formie elipsy. Główny ołtarz pochodzi z katedry we Włocławku, reprezentuje styl rokokowy i powstał w drugiej połowie XVIII wieku. W górnej części ołtarza jest umieszczony obraz z końca XVIII stulecia przedstawiający patrona kościoła Św. Wawrzyńca w trybowanej srebrnej sukience. Boczne dwa ołtarze a także ambona i chrzcielnica powstały w tym samym okresie i reprezentują ten sam styl co ołtarz główny. Ołtarze w czasie przenoszenia do świątyni zostały nieco przebudowane.